# 新宿サブナード
新宿サブナード（しんじゅくサブナード、SHINJUKU SUBNADE）とは、新宿駅東口の靖国通りと新宿モア4番街の地下にある地下街、またその地下街の運営企業である新宿サブナード株式会社。同社は三越伊勢丹ホールディングスの持分法適用会社である。略称はサブナード。
新宿区歌舞伎町一丁目から新宿三丁目に位置し、地下1階がショッピングモール、地下2階が駐車場で構成される。住所は専用の街区符号として「サブナード」が割り当てられており、靖国通り地下が新宿区歌舞伎町一丁目サブナード1号、モア4番街地下が新宿区新宿三丁目サブナード1号となっている。

## 概要
80店以上のテナントが出店する、新宿最大級の地下ショッピング街である。
建物構造は鉄筋コンクリート造、地下2階建。地下1階で地上ビル12棟、地下2階で5棟と接続する。建物総面積は38,449.47平方メートル（うち公共通路として10,078.18平方メートル、店舗として7,378.35平方メートル、地下駐車場として14,951.93平方メートル、その他機械室など6,041,01平方メートル）。
西武鉄道の西武新宿線西武新宿駅や、メトロプロムナード（新宿駅から新宿三丁目駅までの地下通路）と直結している。メトロプロムナードを経由して新宿駅西口へ出ることができ、新宿駅西口地下広場にかつて存在した地下街「メトロ食堂街」にも連絡していた。なお、新宿サブナード開業後に開通した都営地下鉄大江戸線の新宿西口駅とは連絡していない。
戦後、新宿が繁華街として急速に復興を遂げたことから、歩車分離による立体的な交通整理を目的に、1973年（昭和48年）9月15日に地下街として開業した。
2023年（令和5年）9月には開業50周年を迎え、初の全館リニューアルを実施し、同年10月末まで「50周年記念祭」を開催した。2023年のリニューアルでは、太陽光のような光が天窓から降り注ぐ「サンデッキ広場」をはじめ、緑あふれる天井デザインや休憩スペースなどを新設。利用者の多様なニーズに対応するため多目的トイレなども設置し、新規に7店舗が出店した。
東京メトロ副都心線の開業を受け、副都心線新宿三丁目駅方面、甲州街道直下まで新宿サブナードを延伸することを、新宿区を事業主体として協議中である。

### 接続する主な施設
- 新宿PePe（西武新宿駅）
- ユニカビル（Alpen TOKYO）
- 三平ストア新宿店
- 新宿区役所第一分庁舎
- メトロプロムナード

## 沿革
- 1967年（昭和42年）12月 - 東京都市計画駐車場第34号歌舞伎町駐車場として都市計画決定される。
- 1968年（昭和43年）
  - 5月 - 地下道及び公共地下駐車場並びに併設店舗の建設経営を目的として新宿地下駐車場株式会社を設立（設立時の資本金3億3千万円）。
  - 10月 - サブナードの建設事業の（行政法上の）特許を建設大臣より取得。
- 1973年（昭和48年）9月15日 - 靖国通りの地下部分の公共地下道・公共地下駐車場・地下商店街が竣工し、営業を開始。
- 1975年（昭和50年）10月 - 柳通りおよび西武新宿駅前通りの地下部分の公共地下道・公共地下駐車場・地下商店街が竣工し、営業を開始。
- 1977年（昭和52年）3月 - 西武新宿駅ビル「PePe」および新宿プリンスホテル開業に伴い、連絡通路併用開始。
- 2009年（平成21年）4月1日 - 新宿サブナード株式会社へ商号変更。
- 2023年（令和5年）9月 - 開業50周年を記念して初の全館リニューアルを実施、「50周年記念祭」を開催（同年10月末まで）[1]。

## 店舗
店舗は大きく分けて、カフェ・レストランなどの飲食店と、ファッション・化粧品、ドラッグストア、100円ショップなどの物販店が出店し、空き店舗を活用したアンテナショップの出店もみられる。
営業時間は、ショッピング街は午前10時30分から午後9時まで、レストラン街は午前11時から午後10時まで（レストラン街は一部店舗で開店時間やラストオーダー時間が異なる）。

### 主なテナント
テナントの分類および順序は、公式サイト「フロアガイド」に準拠（五十音順）。
カフェ・レストラン
- カフェ・ハイチ - ハイチ料理店。ハイチ風ドライカレーとハイチ産コーヒーをメインメニューとする新宿の老舗店[注釈 1]。
- カフェ・ベローチェ
- サーティワンアイスクリーム
- スターバックスコーヒー
- ドトールコーヒーショップ
- とんかつ和幸
- ぼてぢゅう
- 洋麺屋五右衛門

ほか
ショップ
- アクシーズファム
- アエナ
- 伊勢志摩マルシェ - 三重県のアンテナショップ。
- オグラ眼鏡店
- ガチャガチャの森 - カプセルトイ専門店。2023年リニューアルで新規出店[1]。
- QBハウス
- コクミンドラッグ
- ジュエリーツツミ
- JINS
- 鈴乃屋・鈴乃屋レンタルブティック
- ダイソー
- ハニーズ
- ヒビヤカダンスタイル
- 北海道どさんこプラザ - 北海道のアンテナショップ。2023年リニューアルで新規出店、新宿エリアでは初出店[1]。
- 楽天モバイル
- リーガルシューズ
- ロペピクニック
- 東京新宿矯正歯科

ほか